# Nudelman N-37

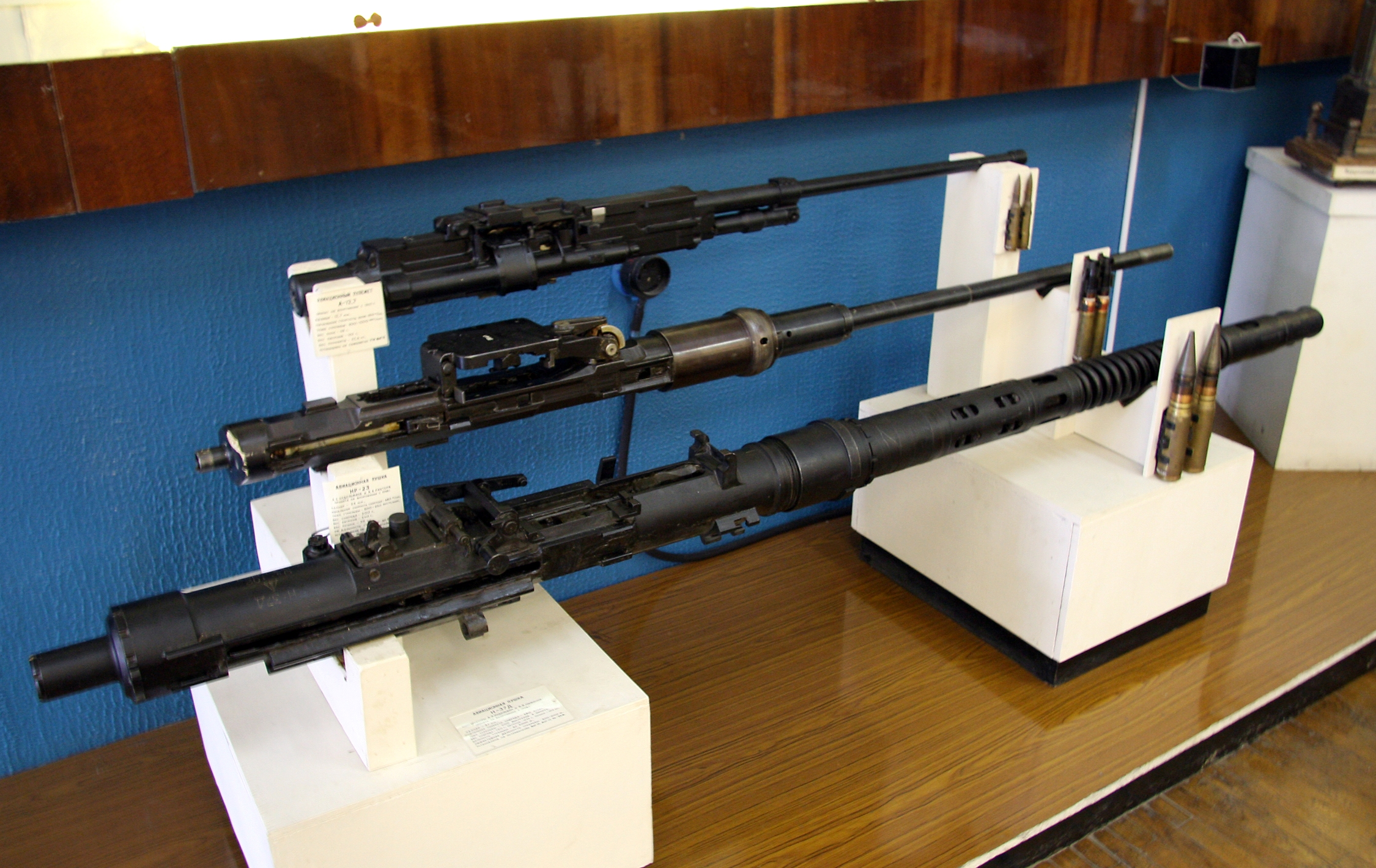
N-37D (ve předu)

Nudelman N-37 byl letecký automatický kanón ráže 37 mm používaný Sovětským svazem. Navržen byl během druhé světové války V. J. Nemenovem z OKB-16 A.E. Nudelmana a nahradil dřívější kanon Nudelman-Suranov NS-37. Do služby vstoupil v roce 1946. Byl o 30 % lehčí než jeho předchůdce za cenu o 23 % nižší úsťové rychlosti.
N-37 byla rozměrná zbraň střílející masivní náboj (735 g/26 oz HEI-T, 760 g/27 oz AP-T). Její úsťová rychlost byla stále značná, ale rychlost střelby byla pouze 400 ran za minutu. Značný zpětný ráz zbraně a plyny byly pro proudová stíhací letadla problematické, stejně jako nalezení místa pro ukotvení zbraně a užitečné množství munice. Nicméně ke zničení bombardéru často stačila jediná střela.
N-37 byl použit v letounech MiG-9, MiG-15, MiG-17 a raných modelech stíhaček MiG-19, Jakovlev Jak-25 a dalších. Výroba trvala až do 50. let a kanón zůstal v provozu ještě mnoho let po jejím skončení.

## Výroba
Sovětské archivy podrobně popisují následující výrobní čísla podle roku:
- 1947 — 518
- 1948 — 508
- 1949 — 1 314
- 1950 — 3 043
- 1951 — 3 885
- 1952 — 4 433
- 1953 — 4 600
- 1954 — 1 700
- 1956 — 285